# رولاند درو
رولاند درو (بالإنجليزية: Roland Drew)‏ هو ممثل أمريكي، ولد في 4 أغسطس 1900 في إلم هرست في الولايات المتحدة، وتوفي في 17 مارس 1988 في سانتا مونيكا في الولايات المتحدة.

## وصلات خارجية
- رولاند درو على موقع IMDb (الإنجليزية)
- رولاند درو على موقع أول موفي (الإنجليزية)
- رولاند درو على موقع قاعدة بيانات برودواي على الإنترنت (الإنجليزية)
- رولاند درو على موقع قاعدة بيانات الفيلم (الإنجليزية)